# 印度勞工
印度勞工（英語：labour in India）指的是印度經濟中的人口就業數目。印度於2020年約有4億7667萬名勞工，人數僅次於中國，排名全球第二。其中農業僱用人數佔總勞動力的41.19%，工業佔26.18%，服務業佔32.33%。而這些勞工中，有超過94%在未經註冊、非正規的產業（涵蓋的有手推車小販、家庭式鑽石和寶石拋光作業等）中工作。在所謂正規部門工作的，則是如受僱於政府、國有企業和私營企業的勞動者。此類正規部門於2008年共僱用2,750萬名勞工，其中包括1,730萬名在政府或政府擁有的實體中工作。
總部設於紐西蘭的人權衡量倡議組織進行的調查指出，以印度的收入水平而言，其在工作權方面的表現僅達到應有水平的43.9%。由於印度僅有寬鬆的勞工法規，該國勞工相較於已開發國家的，經常會受到僱主的剝削。根據國際勞工組織（ILO）的數據，印度勞動者的平均每週工作時數在全球十大經濟體中位居前列。印度勞動者平均每週的工作時數約為47.7小時，在全球國家中的工作時數方面，排名第7。雖然印度勞工的工作時數位居前矛，但勞動生產力水平卻是位居全球最低之列。

## 印度勞動力結構

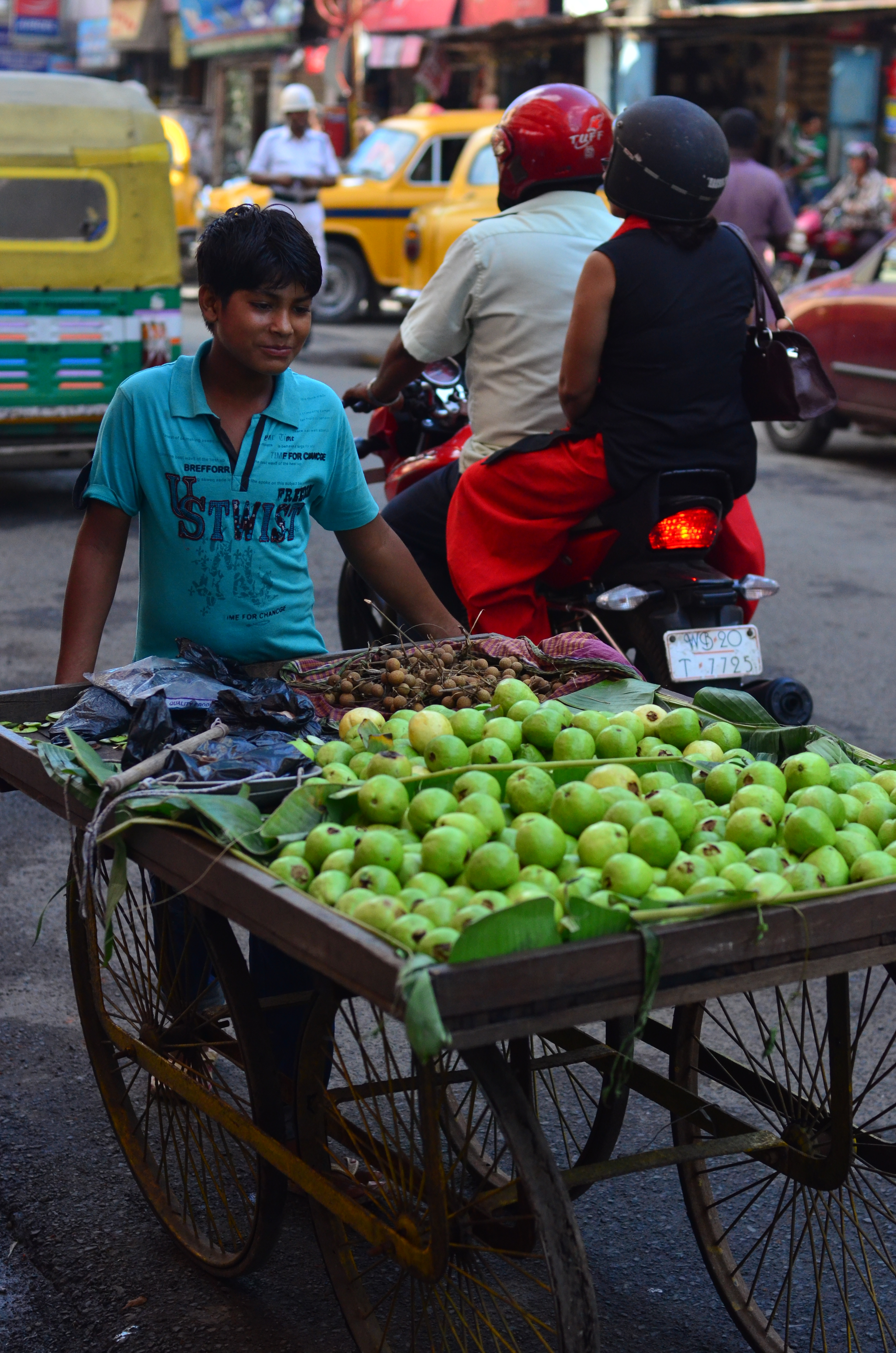
在加爾各答的街頭，一位未成年的水果小販。

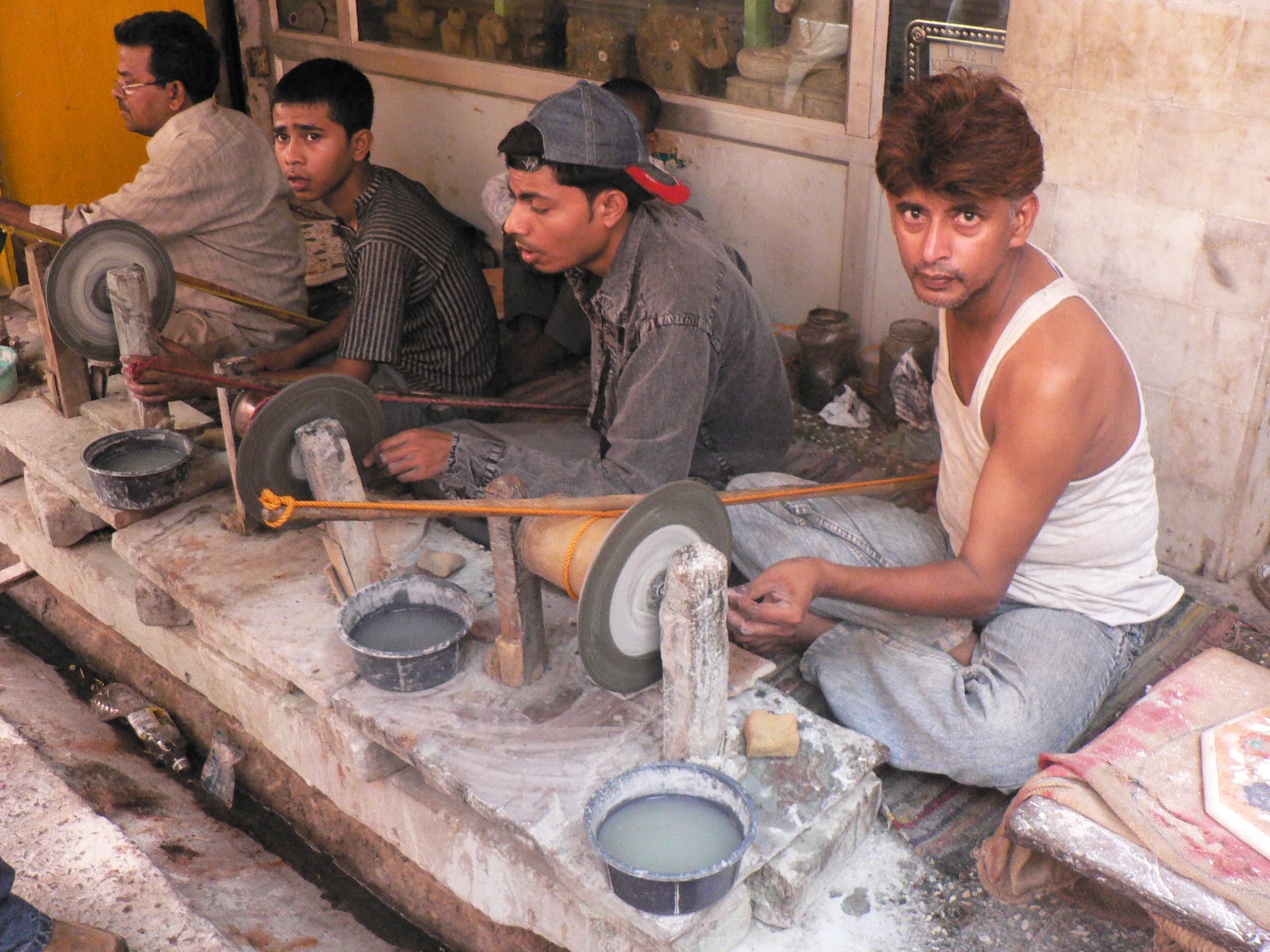
在北方邦一家手工藝品製造廠內的工人。

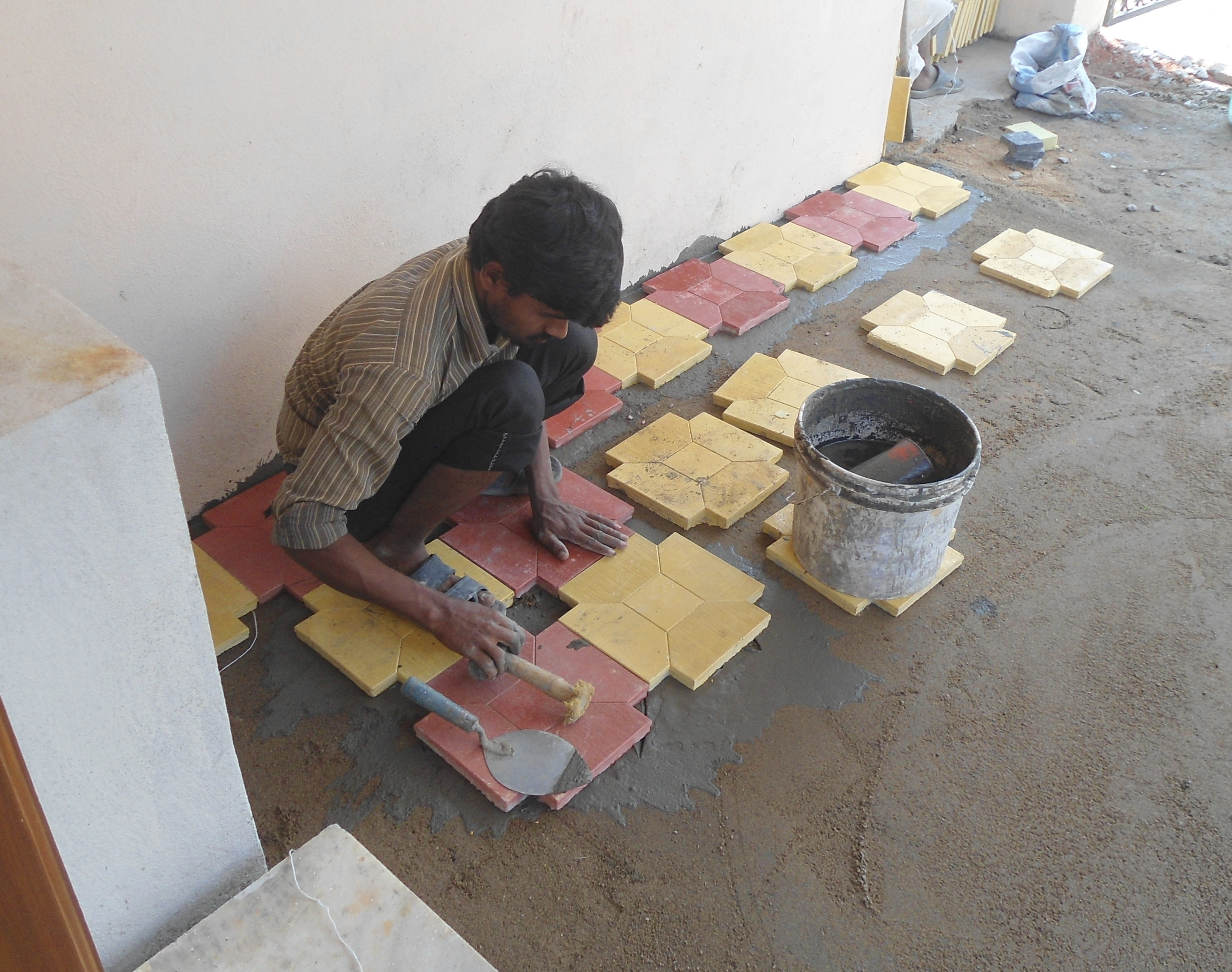
於泰倫加納邦海德拉巴，在建物門廊進行地板鋪設的工人。

印度有超過94%的勞動人口受僱於非正規部門。在印度，所謂正規部門或正式部門指的是領有執照的組織，即業經註冊並繳納商品及服務稅 (Goods and Services Tax，GST，一種印度綜合性的間接稅) 的組織。包括有上市公司、已成立或正式註冊的實體、公司、工廠、購物中心、飯店和大型企業。非正規部門，也稱為自營企業，指的是所有未領執照、自僱或未註冊的經濟活動，例如個人經營的雜貨店、手工藝和手織機工人、農村販子、農民等。
印度勞動與就業部在其2008年提出的報告中，將印度的非正規勞工分為4個群體。分類方式為依據職業、僱傭性質、特殊艱困類別和服務類別，將印度在此部門工作的非正規勞動力歸類。非正規職業群體有小型和邊緣農民、無地農業勞工、佃農、漁民、畜牧業工作者、比迪煙捲菸者、標籤和包裝工人、建築工人、皮革工人、織布工人、工匠、鹽工、磚窯和採石場工人、鋸木廠工人以及榨油廠工人。一個基於僱傭性質的獨立類別則把附屬農業勞工、債務束縛勞役勞工、移工、合約工和臨時工包含在內。另一個專門針對艱困類的非正規部門的獨立類別包括有棕櫚汁採集者（製棕櫚酒用）、清道夫（尤指清理茅坑者）、頭頂重物搬運工、畜力車伕、裝卸工。最後一個非正規勞工類別則包含服務業工人，例如助產士（產婆）、家事工人、理髮師、蔬果攤販、報紙攤販、路邊攤販、手推車小販和非正規零售業。
非正規部門勞動者的生產力低下，工資也較低。雖然這類人佔勞工總數的94%以上，但印度非正規部門於2006年僅產出印度國內生產毛額（GDP）的57%，相當於每位勞動的生產力僅為正規部門內勞工約9分之1。根據研究人員Bhalla的觀點，若比較農村與城市非正規部門，生產力差距會顯著擴大。依據不同職業類別，總附加價值生產力的落差可能再擴大2到4倍。農村非正規部門充斥著一些收入極低的工作。此外，跟據報告，若家庭中所有適齡勞動成員終身僅從事非正規部門工作，這類家庭會有更高的貧窮率。
印度的農業、乳業、園藝及相關職業所僱用的勞動力就佔全國勞動力的41.49%。
印度的勞動者中約有3,000萬名是國內移工，他們大多從事農業，且無法獲得穩定就業機會（主要從事城市地區或農業地區的季節性工作）。
印度統計及計畫執行部所屬的國家樣本調查辦公室（National Sample Survey Office）在其第67號報告中提出，該國截至2010年約有10%的勞工分別從事非正規製造業、非正規貿易/零售業和非正規服務業。報告還指出該國在2010年約有5,800萬家未註冊的非農業企業。
於2008年，在印度每家僱用超過10名員工的正規私營部門公司中，製造業為最大宗（僱用500萬人）、社會服務業僱用220萬人（包括私立學校和醫院）、金融業僱用110萬人（包括銀行、保險和房地產業），以及農業僱用100萬人。印度的中央和邦政府於2008年的僱員總數超過所有私營部門公司的僱員總數。如果將國有公司和市政府僱員包括在內，印度公共部門僱員與私營部門的比例為1.8:1。在性別方面，政府和國有企業僱用的男女比例為5:1，私營部門的情況較好，比例為3:1。綜合來看，僅計算每家僱用超過10名員工的公司，正規公共和私營部門共僱用550萬名女性和2,200萬名男性。
鑑於印度自然人口增長率和老齡化層面，該國每年約有1,300萬新勞動力加入勞動市場。印度經濟每年約產生800萬個新工作崗位，主要集中在低薪、非正規部門。剩餘的500萬青年則加入低薪兼職、臨時基礎設施和房地產建築工作的短期勞工隊伍，或在多數情況下處於失業狀態。

## 勞資關係
印度於2000年，在4億勞動者中約有7%受僱於正規部門（包括政府和企業），產出該國名目GDP的60%。《印度1926年工會法（Trade Unions Act 1926）》出臺後為新興的工會組織提供保護及認可。1997年的統計顯示在印度政府登記的工會數量接近59,000個，但其中僅有約17%（9,900個）在實際運作，並聲稱代表740萬勞工。喀拉拉邦擁有9,800個註冊工會，是註冊工會數量最多的邦，但只有少數工會在實際運作。卡納塔卡邦在1950年代至1990年代之間，工會數量增長速度為印度之冠。
印度於1995年有10個中央工會聯合會，分別是（按1980年的會員工會數量排列）：
1. INTUC:印度全國工會大會（英语：Indian National Trade Union Congress）
2. CITU: 印度工會中心（CITU）
3. BMS: 印度勞工聯盟（英语：Bharatiya Mazdoor Sangh）
4. AITUC: 印度工會中心
5. HMS: 印度勞工協會（英语：Hind Mazdoor Sabha）
6. NLO: National Labour Organisation
7. UTUC: United Trade Union Congress
8. AIUTUC: All India United Trade Union Centre
9. NFITU: National Front of Indian Trade Unions
10. TUCC: Trade Union Coordination Centre

每個聯合會都有眾多地方工會附屬機構，其中最小的TUCC有65個附屬工會，INTUC有1,604個。到1989年，BMS已成為印度最大的工會聯合會，擁有3,117個附屬工會，而INTUC仍然是會員總數最多的聯合會（有220萬人）。即使INTUC是印度最大的工會聯合會，其會員人數也僅佔印度有組織和無組織部門勞動力總數的約0.5%。更令人關注的是該國於2010年的數據顯示，有超過98%的印度勞工並未加入任何工會，也未享有任何集體協商保障。

### 1950-1990年期間的勞資關係
有幾位經濟學家（例如：Fallon和Lucas（1989年），Besley和Burgess（2004年））對印度的勞資關係進行研究，其中大量研究集中於《印度1947年產業糾紛法》在各邦之間存在的差異。一些研究報告（例如Besley和Burges（2004年））稱印度對前述產業糾紛法的親勞工修正案對工業產出和就業產生負面影響，並促成更為貧窮的後果。然而這些研究因為以下原因受到嚴厲批評：所使用的數據被誤解，而且，這些研究的結論在標準計量經濟學檢驗中顯得脆弱，無法經得起嚴格考驗。
印度的勞資糾紛於1950年至1970年間幾乎增加兩倍，從平均每年1,000起增加到平均每年3,000起。勞資關係問題數量在1973年達到頂峰 - 3,370起。同年參與勞資糾紛並停止工作的勞工數量在1979年達到頂峰，為290萬人。因勞資關係問題而損失的工作日數在1982年達到頂峰，為7,460萬個工作日，約佔正規部門總工作日數的2.7%。1970年代，印度工會運動蓬勃發展，勞資糾紛亦隨之增加。但隨著英迪拉·甘地總理於1975年至1977年宣佈國家進入緊急狀態，並限制公民權利（包括罷工權）後，勞資糾紛開始明顯減少。
下表顯示的是印度正規勞動力的成長趨勢。

### 1990-2000年期間勞資關係
工會會員集中於有組織部門，且總會員人數在1990年代初期約有900萬。許多工會都隸屬於區域或全國聯合會，其中最重要的是印度全國工會大會（INTUC）、全印工會大會（AITUC）、印度工會中心（CITU）、印度勞工協會（HMS）和印度勞工聯盟（BMS）。政治人物經常擔任工會領導人，一些分析人士認為罷工和其他勞工抗議活動主要是為政黨利益，而非為促進勞工利益。
印度政府於1990年的紀錄，顯示當年有1,825起罷工和停工事件。結果為損失2,410萬個工作日，其中1,060萬個因罷工而損失，1,350萬個因停工而損失。超過130萬名工人參與這些勞資糾紛。罷工和停工的數量和嚴重程度每年均有所不同。然而1990年的數據和1991年的初步數據顯示，較1980年代的水平有所下降，當時每年因勞資糾紛而損失3,300萬至7,500萬個工作日。印度政府於1990年的記錄，顯示約有927起罷工和停工事件，約為1990年的一半。1999年和1991年損失的工作日數大致相同，而印度在1990年代的經濟產出和勞工數量都已顯著增長。

### 2000-2011年期間勞資關係
印度工會勞工數量於2004年至2011年期間有所下降。同期間勞資糾紛數量已降至每年400起，而在1990年代則每年平均超過1,000起。1990年代初期，每年因勞資糾紛損失的工作日數平均約為2,700萬個；到2010年，印度經濟已顯著增長，印度勞工數量也擴大，但損失的工作日數平均減少約30%。無論是糾紛數量還是每次糾紛損失的工作日數，都持續呈下降趨勢。例如於2010年的前5個月，印度發生249起勞資糾紛，而在2012年的同期則發生101起。

## 非正規部門勞工問題
非正規部門的勞工有許多問題。印度勞動與就業部發覺在移工、家庭或債務束縛勞工以及童工中均存在重大問題。

### 移工
印度有兩大類移工 - 一類是短暫移往海外工作，另一類是根據季節和工作機會而在國內移動的。
另有在近幾十年來自[[孟加拉國[[和尼泊爾的大量人口，為尋求更好的工作而移入印度。總部設於倫敦的智庫海外發展研究所的研究人員發現這些移工在旅途中、目的地以及返回他們母國時，經常遭受騷擾、暴力和歧視。
估計印度國內的家事移工人數約有420萬人。這些勞動者包括全職、兼職、臨時或長期工。他們通常透過仲介或直接受僱於家庭，以現金或實物形式獲得報酬而從事家務工作，僱主的任何家庭成員不包括在此類別。其中一些人專門為單一僱主工作，而另一些人則為多個僱主工作。有些人與僱主同住，而有些人則是季節性工人。這些移工的僱傭通常取決於僱主和工人的意願，報酬也各不相同。

#### 喀拉拉邦內移工
前往印度最南端邦喀拉拉邦工作的移工是該邦重要的經濟力量。根據古拉蒂財政與稅務研究所（Gulati Institute of Finance and Taxation） 於2013年進行的一項研究，喀拉拉邦約有250萬名國內移工。該邦的移工人數每年增加23.5 萬人。這項研究基於終點站為喀拉拉邦的長途火車，來自鄰近邦採其他交通方式的移工並未包括在內。考量到年度淨增長量、遷移率的可能增長，以及來自鄰近邦的遷移人口，並假設該估算方法嚴謹且可進行外推，則推測喀拉拉邦在2017年應有350萬至400萬的邦際移工。儘管此類移工很重要，並且他們中許多人稱讚該邦的福利計劃和環境，但相對上這類人經常受到忽視，且生活條件相對較差。

#### 於中東的印度移工
僅在中東地區的印度籍移工數目就有約400萬。他們被認為是建造杜拜、巴林、卡達和波斯灣許多現代建築的主力勞動力量（包括2010年1月開放的全球史上最高的建築 - 哈里發塔）。這些移工被更好的薪資（通常為每小時2至5美元）、賺取加班費的機會以及得匯款支持印度家人所吸引。在2009年，在中東工作的印度移工匯款回國的金額即達約200億美元。但一旦項目結束，他們必須自費返國，沒有失業或社會保障福利。據報，部分勞工曾遭遇虐待情事，包括薪資拖欠、工作環境欠缺安全保障，以及居住條件極為惡劣等問題。

#### COVID-19大流行期間的印度移工
在COVID-19大流行期間，印度全國實施封鎖，導致工廠及工作場所關閉，數百萬移工頓失收入來源，面臨糧食短缺，並對未來感到極度不安，而陷入多重困境。封鎖措施實施後，許多移工及其家屬面臨飢餓威脅。由於缺乏交通工具，數千人被迫以徒步方式返鄉。截至2020年5月5日，已通報超過300起死亡事件，死因包括飢餓、自殺、過勞、交通事故、警察暴力以及醫療延誤。在已報告的死亡案例中，大多數是邊緣化的移工和勞工。當時自印度政府安排勞工特快列車啟動以來的一個月內，有80人在返鄉途中死亡。針對此情況，中央與各邦政府隨即採取多項應對措施，致力提供援助，並於後續安排交通運輸，協助移工返鄉。

### 債務束縛勞役
債務束縛勞役是僱主和受僱者之間的一種強制關係，源於受僱者未償還債務。通常債務利息的累積速度非常快，以至於這種勞役會持續很長時間，甚至是無限期延續。由於部分受僱者在有組織或無組織部門均無其他就業機會，而被迫選擇債務束縛勞役以求生計。雖然此類勞役在印度已被定為非法，但仍可能會因武力脅迫，或因習俗而持續存在。一旦受僱者進入這類勞役關係，其特點是資訊不對稱、機會不均等、沒時間尋找替代工作以及高昂的退出成本。
印度的債務束縛勞役規模有很大的估計差異，具體取決於調查方法、假設和來源。印度政府的官方估計稱有數十萬勞工受到債務束縛，而一項於1978年所做的估計則認為這類勞動者有262萬人。印度第32次的國家樣本調查辦公室調查報告，估計在16個主要邦中有343,000名債務束縛勞工，其中有285,379人在1996年之前被找到並獲釋。這類勞工主要從事農業、採石場、磚窯、宗教和寺廟工人、陶器、農村紡織、漁業、林業、檳榔園和比迪煙工人、地毯、非法採礦和煙火生產。調查顯示，童工現象與家庭債務束縛密切相關。歷次調查皆發現，債務束縛勞工普遍存在於非正規、未註冊的部門。
印度已頒佈《1976年債務束縛勞役（廢除）法》，禁止任何形式的束縛勞役行為，保護受解放的勞工，並將僱用、扣留或尋求此類勞工的個人和實體列為罪案。

### 童工
根據印度於2011年所做的人口普查，印度有1,010萬名童工，其中為560萬名男孩和450萬名女孩。估計全球共有1.52億名童工，其中有6,400萬名女孩和8,800萬名男孩，幾乎佔全球兒童的10分之1。導致印度發生童工的最重要原因是貧窮、缺乏學校、教育基礎設施薄弱以及非正規經濟增長。
印度憲法第24條雖明文禁止童工，但其適用範圍僅限於工廠、礦場及危險職業。《印度刑法典》、《印度2000年少年司法（兒童照護與保護）法》以及《印度1986年童工（禁止和廢除）法》為在法律上識別、起訴和阻止印度童工提供依據。雖說如此，幾乎在印度經濟的所有非正規、小規模、非正式部門均存在童工現象。
學者認為印度勞動力市場的僵化和結構、非正式經濟的規模、阻礙產業擴大規模的法律以及缺乏現代製造技術，是促使童工需求和接受性的重要宏觀經濟因素。

## 印度勞動法

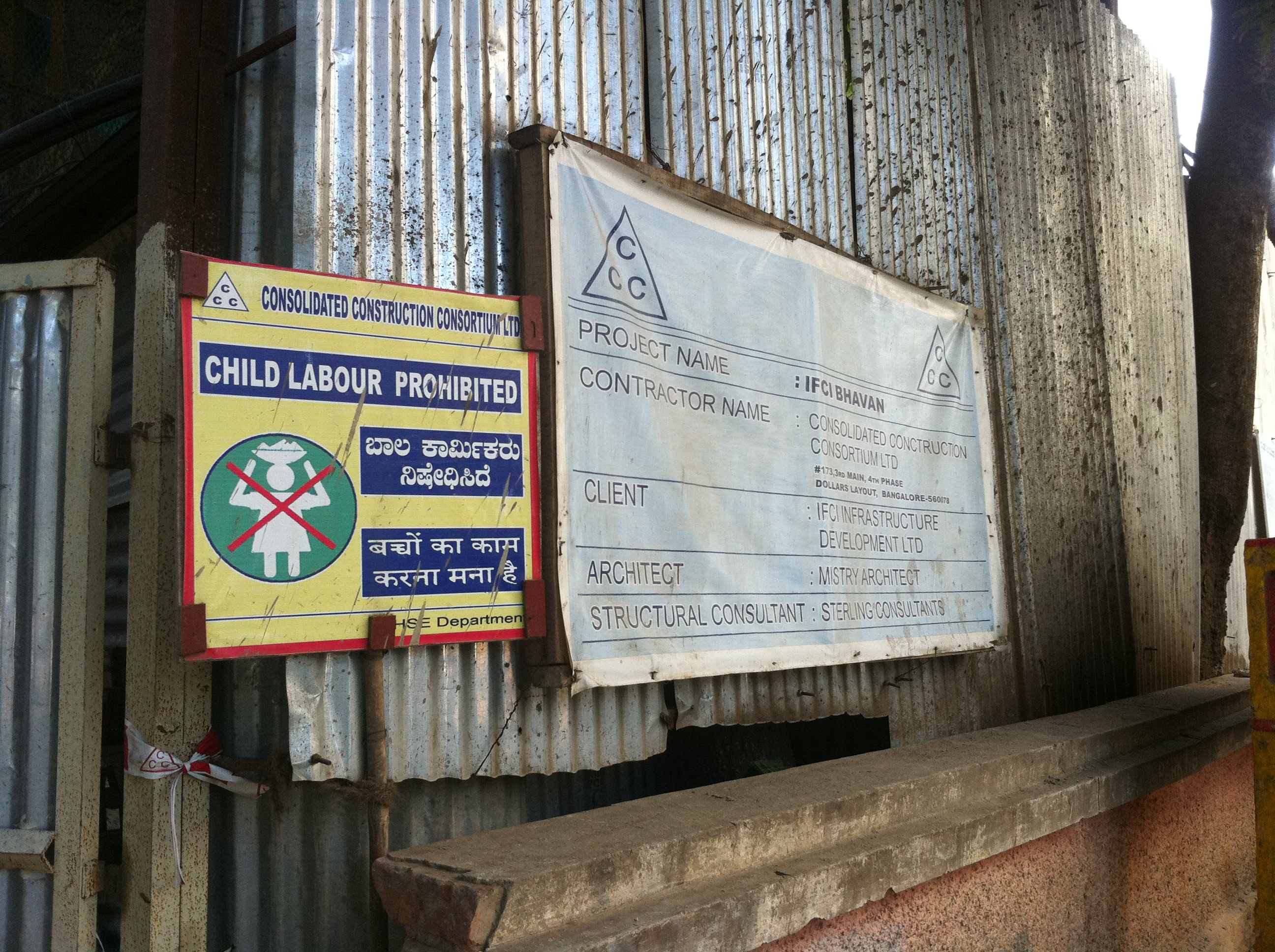
印度工廠內懸掛的勞動法告示。

印度的勞動法起源於1947年獨立運動前，並表達當時如賈瓦哈拉爾·尼赫魯等領導人的社會政治觀點。這些法律部分是在制憲會議辯論後擴展的，部分來自國際公約和建議，例如國際勞工組織的公約和建議。因此，印度現行關於就業的法律體系，是由印度殖民時期歷史、社會主義實驗、重要人權，以及聯合國所制定的公約和標準等多重因素交織而成。這些法律涵蓋選擇工作的權利、反歧視權、禁止童工、公平且人道的工作條件、社會保障、工資保護、申訴權、組織和成立工會的權利、集體談判以及參與管理等範疇。
印度有許多勞動法歸，例如禁止就業歧視和童工的法律，為保障公平和人道的工作條件的法律，提供社會保障、最低工資、組織權、成立工會和實施集體談判的法律。印度也有許多嚴格的規定，例如某些經濟部門中每家公司的最大員工數量，以及對僱主裁員和解僱的限制，文件要求、加上官僚程序以及公司勞動力變更的政府批准，不論這些變更實際上是由於經濟狀況所造成。
印度的勞動法，相較於其他國家，被認為監管非常嚴格且過於僵化。這些法律的強度被批評為導致就業增長緩慢、非正規部門龐大、地下經濟和人均收入低下的原因。而促使許多人要求印度進行勞動力市場靈活性改革。印度有50多項主要法案和眾多法律，對僱主在產業關係、員工工會以及企業可僱用或終止僱傭的人員、方式和時間等方面進行監管。其中許多法律是英國殖民時期的遺留物，而有些則是在印度脫離英國獨立後所頒佈。
印度是個實施聯邦制的政府。勞動力是印度憲法並行項目中的一個主題（勞動事務同時屬於中央和邦政府的管轄範圍）。中央和邦政府都頒佈有關勞資關係和就業方面的法律。印度一些主要的相關法律有：

### 《印度1923年工人賠償法》[87]
此法規範僱主對勞動者在其僱傭期間遭受的任何傷害，或在其死亡的情況下對其家屬均應負擔賠償責任。該法規定支付賠償金的比率。這是印度眾多社會保障法之一。

### 《印度1926年工會法》[89]
該法規範印度工會享有的規則和保護。此法於2001年進行過修訂。

### 《印度1936年工資支付法[90]
此法規定僱主向受僱者發放工資的時間。還規定僱主在發放工資前必須先將該繳給中央或邦政府的稅款扣除。

### 《印度1946年產業僱傭（常規）法》[91]
此法要求工業場所的僱主透過發佈所謂的常規，來定義和張貼僱傭條件。這些常規必須得到政府批准及正式認證。此法的目的消除僱主在工作、工時、時間安排、休假批准、生產力措施和其他事項方面的靈活性。常規規定僱主必須將其受僱者進行分類，說明輪班、工資支付、休假規則、病假規則、假期、終止規則等。

### 《印度1947年產業糾紛法》[92]
《印度1947年產業糾紛法》規範僱主如何處理產業糾紛，例如停工、解僱、裁員等。它敘明調解、裁決勞資糾紛的合法程序。
此法還規範僱主在終止或解僱已連續工作一年以上的工人之前，必須遵守哪些規則和條件。僱主必須發出終止通知，並將通知副本送交相關政府部門，以尋求政府許可，解釋終止的理由，並等待一個月，然後才能合法終止僱傭關係。僱主可支付一個月的全額賠償金，以代替通知。此外，僱主必須為僱員連續服務的每個完整年度支付相當於15天平均工資的金額。因此，如果政府授予僱主解僱許可，則一名工作4年的僱員，除各種通知和正當程序外，必須在裁員前至少獲得相當於60天工資的賠償。

### 《印度1948年最低工資法》[93]
《印度1948年最低工資法》規範所有企業的最低工資，在某些情況下，還根據該法附表規範在家工作者的最低工資。中央和邦政府可以，且確實自行決定修訂最低工資。最低工資根據工作性質、地點和政府自行決定的許多其他因素進一步分類。所謂中央領域的工作，最低工資範圍為每天143盧比至1,120盧比。邦政府有自己的最低工資標準。

#### 《印度1948年工廠法》
此印度1948年工廠法是一項整合和修訂工廠勞工管理法律的法案。

### 《印度1951年產業（監管和發展）法》[95]
此法在其所謂的第一附表中宣佈許多關鍵製造業。除邦政府頒佈的法律外，它還將許多產業置於共同的中央政府監管之下。它還保留600多種只能在小規模企業中生產的產品，而監管誰可進入這些產業，最重要的是限制所列產品每家公司的員工數量。此列表包括1950年代初期所有關鍵技術和工業產品，包括從某些鋼鐵產品、燃料衍生物、電機、某些機械、機床到陶瓷和科學設備等產品。

### 《印度1952年僱員公積金及雜項條款法》[96]
此法的目的在提供強制儲蓄制度，確保企業僱員的財務安全。此法規定建立繳納型公積金，其中僱員的繳款應至少等於僱主應繳納的繳款。僱員的最低繳款應為工資的10-12%。這些錢在僱員退休後支付，也可部分提取用於某些特定目的。

### 《印度1961年生育福利法》[97]
此法規範婦女的僱傭和法定的生育福利。任何在預產期前12個月內，在任何機構工作至少80天的女性僱員，都有權根據法律獲得生育福利。僱主必須支付生育福利、醫療津貼、產假和哺乳休息時間。

### 《印度1965年獎金支付法》[98]
此法適用於僱用20人或以上的企業。它要求僱主根據利潤或生產或生產力為受僱者提供獎金。後經修改，即使僱主在會計年度內遭受損失也要支付最低獎金。最低獎金目前為工資的8.33%。

### 《印度1972年酬金支付法》[99]
《印度1972年酬金支付法 》適用於所有僱用10名或以上工人的機構。如果僱員辭職或退休，則應向其支付酬金。印度政府規定，該支付應按僱員每完成一年的服務支付15天工資的比率計算，最高限額為100萬盧比。
這是一項為在工廠、礦場、油田、港口、種植園、商店或其他機構工作的受僱者提供酬金支付計劃，以及與之相關或附帶事項的法案。

## 經濟學家提出的批評
學者認為印度僵化的勞動法和過度的監管（這些監管本應用於保護勞工）是導致高薪正規部門就業增長緩慢的原因。印度的相關法案和條例導致勞動力市場僵化，而促使企業家從事灰色經濟（或稱影子經濟）- 即傾向僱用非正規勞動力以規避複雜且不透明法律的作為。特別是《印度1947年產業糾紛法》等勞動立法，強化僵化的勞動法規，並偏袒工會。儘管該法案並未明文禁止裁員或精簡人員，但它確實要求企業在進行相關決策時，必須遵守特定程序。企業家和公司獲得政府官員的許可後才能解僱缺勤的僱員、基於經濟原因裁員或關閉經濟上不可行的公司。這種官僚程序可能會拖上數年，而政府官員通常會拒絕頒發許可。學者們基於此而認為印度僵化的勞動法嚴重阻礙設立新公司和現有正規部門公司僱用更多勞工的動機。相較於中國，印度企業未善用其充沛勞動力，無論是拓展出口或內需市場，抑或以人力取代昂貴設備進行品管或其他作業。此種策略選擇，導致印度的就業成長顯得疲軟。
一些學者於近期完成對印度各邦不同勞動法規的比較研究。他們將一些已修改勞動法規的邦（賦予僱主更多靈活性），以及一些讓其勞動法規更加僵化和複雜的邦，兩者間進行比較。發現勞動法規靈活的邦經濟增長速度明顯更快。它們能夠抓住出口機會，邦內人均家庭收入增長速度也更快。而勞動法規僵化邦的當地企業家更喜歡僱用臨時工或合約工，僱用期限不長。本質上，這類邦的非正規就業勞動市場規模會因而擴大。
《經濟學人》於2007刊出年的一篇文章，提出印度的勞動法是全球主要經濟體中最具限制性的。印度的私營部門，包括其正規製造業，僱用約1,000萬勞工。製造業需要獲得政府許可才能解僱工人，如果僱用人數超過100名的，通常會遭到拒絕。由此可解釋為何大多數印度公司規模較小：印度正規製造業中87%的公司所僱用的員工都少於10人，而中國只有5%此類公司。而小公司無法獲得規模經濟或是取得最新技術，因此相對上會有較低的生產力。而阻礙印度企業在早期機會階段和經濟變革期間，快速擴張或適應全球經濟變化的能力。。
但印度有個例外 - 白領工作，這些公司的遊說能力更強，員工通常沒加入工會，因此他們能夠在僱用有更多員工的情況自由運營，且不會因為解僱員工而觸犯勞動法。通常這類白領員工會在受到負面批評和列入行業協會黑名單後而被迫辭職。
研究人員Djankov和Ramalho審查包括印度在內的一些開發中國家的勞動研究。他們發現勞動法規僵化的國家非正規部門規模更大，失業率更高，尤其是在年輕工人中，與前述批評觀點一致。他們還提出僵化、不靈活的勞動法規與人均收入低下有密切關聯。

## 印度勞動法與中國與美國的比較
下表將印度、中國和美國勞動法進行比較（2011年）。
| 依法應執行事項                  | 印度                  | 中國             | 美国             |
| ------------------------------- | --------------------- | ---------------- | ---------------- |
| 最低工資 (美元/月)              | 45 (2,500印度盧比/月) | 182.5            | 1242.6           |
| 標準工作日                      | 9小時                 | 8小時            | 8小時            |
| 工作期間最低休息時間            | 每5小時休息30分鐘     | 無               | 無               |
| 加班時數上限                    | 每年200小時           | 每年432小時      | 無               |
| 加班費額外加成                  | 100%                  | 50%              | 50%              |
| 允許因裁員而解僱?               | 是，需經政府核准      | 是，不需政府核准 | 是，不需政府核准 |
| 解僱一人需政府批准              | 是                    | 否               | 否               |
| 解僱九人需政府批准              | 是                    | 否               | 否               |
| 政府批准裁員解僱                | 罕見                  | 不適用           | 不適用           |
| 解僱優先順序規則受規範          | 是                    | 是               | 否               |
| 一年資歷員工 因裁員解僱的遣散費 | 2.1週薪水             | 4.3週薪水        | 無               |
| 五年資歷員工 因裁員解僱的遣散費 | 10.7週薪水            | 21.7週薪水       | 無               |

## 延伸閱讀
- Comprehensive Social Security for the Indian Unorganised Sector
- Comments on Social Security Code, 2020
- Self-employed Migrant Workers in the Unorganised Sector
- India has a new code to simplify law on minimum wages – but it doesn't give workers any real benefit[123]
- Designing a Universal and Comprehensive Social Security Floor for Informal Sector Workers

書籍
- Breman, Jan et al. (2019). The Social Question in the Twenty-First Century: A Global View. Chapter 6: A Mirage of Welfare: How the Social Question in India Got Aborted. California: University of California Press. ISBN 0520302400
- Chakravarty, D. and Chakravarty, I. . Taylor & Francis. 2015. ISBN 978-1-317-36278-4.
- Breman, J. . Cambridge University Press. 2019. ISBN 978-1-108-48241-7. LCCN 2019017868.
- Sharma, R.K. . Atlantic Publishers and Distributors. 1997. ISBN 978-8-171-56703-4.
- Barnes, T. . Taylor & Francis. 2014. ISBN 978-1-317-57101-8.
- Jha, P. . Oxford University Press. 2016. ISBN 978-0-199-08971-0.
- Ghose, A.K. . Oxford University Press. 2019. ISBN 978-0-190-99006-0. LCCN 2020325023.
- Kumar, P. and Singh, J. . Springer Singapore. 2018. ISBN 978-9-811-08444-7.
- Breman, J. and Hawthorn, G.P. . Cambridge University Press. 1996. ISBN 978-0-521-56824-1. LCCN lc95049938.

期刊

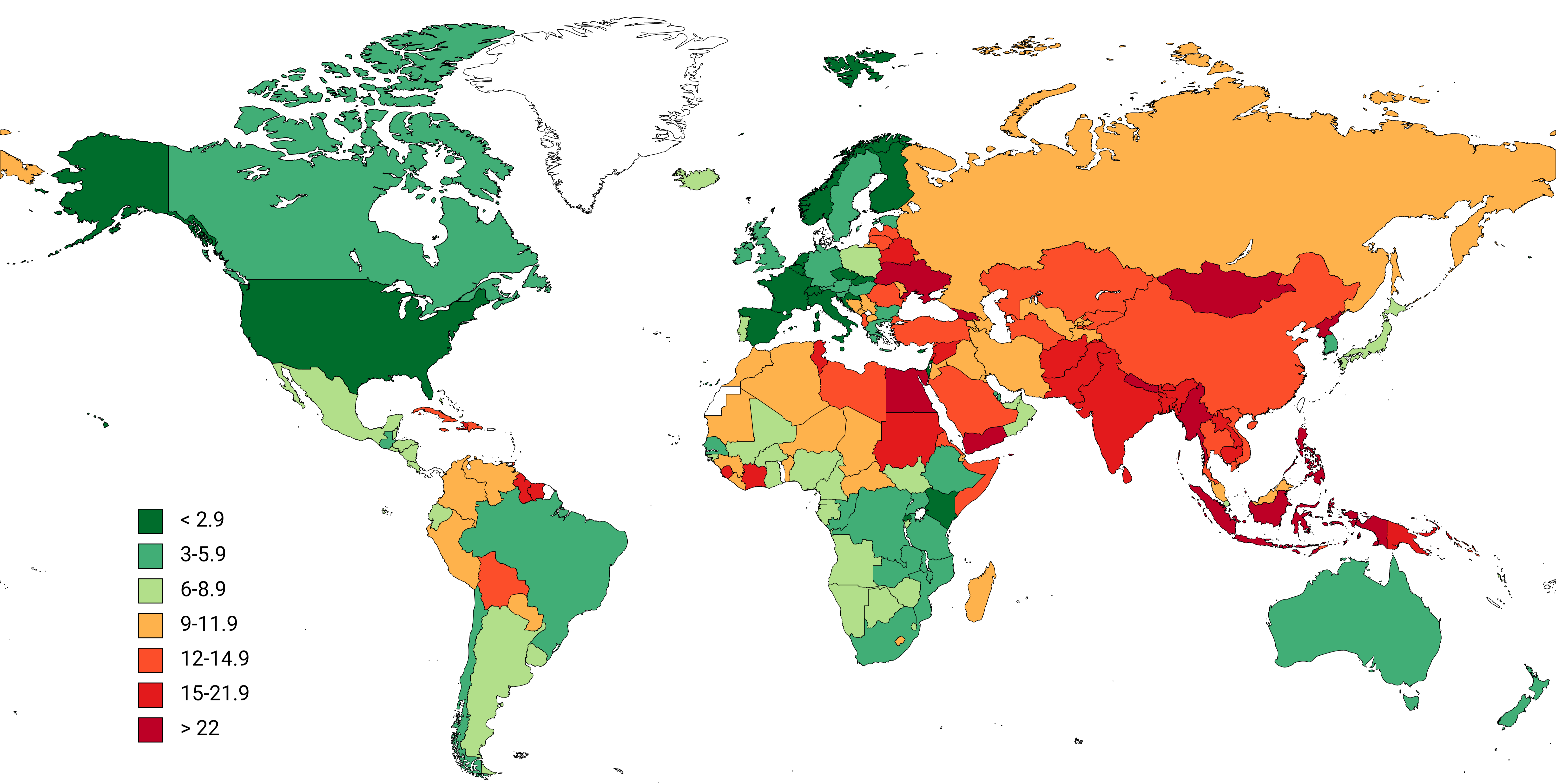
2016年世界衛生組織與國際勞工組織聯合研究：全球每十萬人（15歲以上）因長時間工作而導致死亡人數的分佈圖。

1970年至2020年間，OECD國家每位勞工的平均年度實際工作時數。

- Pravin Sinha (2004) Representing labour in India, Development in Practice, 14:1-2, 127-135, doi:10.1080/0961452032000170695.
- Amartya K. Sen, Surplus Labour in India: A Critique of Schultz's Statistical Test, The Economic Journal, Volume 77, Issue 305, 1 March 1967, Pages 154–161, doi:10.2307/2229374
- Vyas, M. Impact of Lockdown on Labour in India. Ind. J. Labour Econ. 63 (Suppl 1), 73–77 (2020). doi:10.1007/s41027-020-00259-w
- Shah, A, Lerche, J. Migration and the invisible economies of care: Production, social reproduction and seasonal migrant labour in India. Trans Inst Br Geogr. 2020; 45: 719– 734. doi:10.1111/tran.12401
- Bhattacharjea, Aditya, Labour Market Regulation and Industrial Performance in India: A Critical Review of the Empirical Evidence. Indian Journal of Labour Economics, Vol. 49, No. 2, pp. 211-232, April-June 2006, Available at Template:SSRN.
- Dinar Kale, David Wield, Joanna Chataway, Diffusion of knowledge through migration of scientific labour in India, Science and Public Policy, Volume 35, Issue 6, July 2008, Pages 417–430, doi:10.3152/030234208X331245
- Tom Brass (2008) Capitalism and Bonded Labour in India: Reinterpreting Recent (Re-) Interpretations, The Journal of Peasant Studies, 35:2, 177-248, doi:10.1080/03066150802150969
- Papola, T. S. “Employment Growth and Social Protection of Labour in India.” Indian Journal of Industrial Relations 30, no. 2 (1994): 117–43. JSTOR 27767349.
- THOMAS, JAYAN JOSE. “India’s Labour Market during the 2000s: Surveying the Changes.” Economic and Political Weekly 47, no. 51 (2012): 39–51. JSTOR 23391158.
- Sundaram, K., and Suresh D. Tendulkar. “The Poor in the Indian Labour Force: Scenario in the 1990s.” Economic and Political Weekly 39, no. 48 (2004): 5125–32. JSTOR 4415836.
- Afridi, Farzana and Mukhopadhyay, Abhiroop and Sahoo, Soham, Female Labour Force Participation and Child Education in India: The Effect of the National Rural Employment Guarantee Scheme. IZA Discussion Paper No. 6593, Available at Template:SSRN or doi:10.2139/ssrn.2085180
- Santosh Mehrotra and Jajati K. Parida. . World Development. 2017, 98: 360–380. ISSN 0305-750X. doi:10.1016/j.worlddev.2017.05.003.
- Dubey, A., Olsen, W. & Sen, K. The Decline in the Labour Force Participation of Rural Women in India: Taking a Long-Run View. Ind. J. Labour Econ. 60, 589–612 (2017). doi:10.1007/s41027-017-0085-0
- Reddy, A.B. (2016), "Labour force participation of elderly in India: patterns and determinants", International Journal of Social Economics, Vol. 43 No. 5, pp. 502-516. doi:10.1108/IJSE-11-2014-0221
- Vidu Badigannavar, John Kelly, Do Labour Laws Protect Labour in India? Union Experiences of Workplace Employment Regulations in Maharashtra, India, Industrial Law Journal, Volume 41, Issue 4, December 2012, Pages 439–470, doi:10.1093/indlaw/dws038
- SWAMINATHAN, PADMINI. “Outside the Realm of Protective Labour Legislation: Saga of Unpaid Labour in India.” Economic and Political Weekly 44, no. 44 (2009): 80–87. JSTOR 25663737.

## 外部連結
- Statistics on working time by International Labour Organization
- Ministry of Labour and Employment
- Official website of Labour Bureau, Ministry of Labour and Employment